# 24 ur Le Mansa 2003
24 ur Le Mansa 2003 je bila enainsedemdeseta vzdržljivostna dirka 24 ur Le Mansa. Potekala je 14. in 15. junija 2003.

## Rezultati

### Uvrščeni
NC = neuvrščeni - niso prevozili 70% razdalje zmagovalca, DNF = odstop, DNS = niso štartali
| Poz    | Razred | Št | Moštvo                         | Dirkači                                                   | Šasija                                  | Gume | Krogi |
| Poz    | Razred | Št | Moštvo                         | Dirkači                                                   | Motor                                   | Gume | Krogi |
| ------ | ------ | -- | ------------------------------ | --------------------------------------------------------- | --------------------------------------- | ---- | ----- |
| 1      | LMGTP  | 7  | Team Bentley                   | Rinaldo Capello Tom Kristensen Guy Smith                  | Bentley Speed 8                         | M    | 377   |
| 1      | LMGTP  | 7  | Team Bentley                   | Rinaldo Capello Tom Kristensen Guy Smith                  | Bentley 4.0L Turbo V8                   | M    | 377   |
| 2      | LMGTP  | 8  | Team Bentley                   | Mark Blundell David Brabham Johnny Herbert                | Bentley Speed 8                         | M    | 375   |
| 2      | LMGTP  | 8  | Team Bentley                   | Mark Blundell David Brabham Johnny Herbert                | Bentley 4.0L Turbo V8                   | M    | 375   |
| 3      | LMP900 | 6  | Champion Racing                | JJ Lehto Emanuele Pirro Stefan Johansson                  | Audi R8                                 | M    | 372   |
| 3      | LMP900 | 6  | Champion Racing                | JJ Lehto Emanuele Pirro Stefan Johansson                  | Audi 3.6L Turbo V8                      | M    | 372   |
| 4      | LMP900 | 5  | Audi Sport Japan Team Goh      | Seiji Ara Jan Magnussen Marco Werner                      | Audi R8                                 | M    | 370   |
| 4      | LMP900 | 5  | Audi Sport Japan Team Goh      | Seiji Ara Jan Magnussen Marco Werner                      | Audi 3.6L Turbo V8                      | M    | 370   |
| 5      | LMP900 | 11 | JML Team Panoz                 | Olivier Beretta Gunnar Jeanette Max Papis                 | Panoz LMP-01                            | M    | 360   |
| 5      | LMP900 | 11 | JML Team Panoz                 | Olivier Beretta Gunnar Jeanette Max Papis                 | Elan 6L8 6.0L V8                        | M    | 360   |
| 6      | LMP900 | 15 | Racing for Holland             | Jan Lammers John Bosch Andy Wallace                       | Dome S101                               | M    | 360   |
| 6      | LMP900 | 15 | Racing for Holland             | Jan Lammers John Bosch Andy Wallace                       | Judd GV4 4.0L V10                       | M    | 360   |
| 7      | LMP900 | 13 | Courage Compétition            | Jonathan Cochet Stéphane Grégoire Jean-Marc Gounon        | Courage C60                             | M    | 360   |
| 7      | LMP900 | 13 | Courage Compétition            | Jonathan Cochet Stéphane Grégoire Jean-Marc Gounon        | Judd GV4 4.0L V10                       | M    | 360   |
| 8      | LMP900 | 17 | Pescarolo Sport                | Jean-Christophe Boullion Franck Lagorce Stephane Sarrazin | Courage C60                             | M    | 356   |
| 8      | LMP900 | 17 | Pescarolo Sport                | Jean-Christophe Boullion Franck Lagorce Stephane Sarrazin | Peugeot 3.2LTurbo V6                    | M    | 356   |
| 9      | LMP900 | 18 | Pescarolo Sport                | Eric Hélary Nicolas Minassian Soheil Ayari                | Courage C60                             | M    | 352   |
| 9      | LMP900 | 18 | Pescarolo Sport                | Eric Hélary Nicolas Minassian Soheil Ayari                | Peugeot 3.2L Turbo V6                   | M    | 352   |
| 10     | GTS    | 88 | Veloqx Prodrive Racing         | Tomáš Enge Peter Kox Jamie Davies                         | Ferrari 550-GTS Maranello               | M    | 336   |
| 10     | GTS    | 88 | Veloqx Prodrive Racing         | Tomáš Enge Peter Kox Jamie Davies                         | Ferrari F133 6.0L V12                   | M    | 336   |
| 11     | GTS    | 50 | Corvette Racing                | Oliver Gavin Kelly Collins Andy Pilgrim                   | Chevrolet Corvette C5-R                 | G    | 326   |
| 11     | GTS    | 50 | Corvette Racing                | Oliver Gavin Kelly Collins Andy Pilgrim                   | Chevrolet 7.0L V8                       | G    | 326   |
| 12     | GTS    | 53 | Corvette Racing                | Ron Fellows Johnny O'Connell Franck Freon                 | Chevrolet Corvette C5-R                 | G    | 326   |
| 12     | GTS    | 53 | Corvette Racing                | Ron Fellows Johnny O'Connell Franck Freon                 | Chevrolet 7.0L V8                       | G    | 326   |
| 13     | LMP900 | 9  | Kondo Racing                   | Masahiko Kondo Ukyo Katayama Ryo Fukuda                   | Dome S101                               | Y    | 322   |
| 13     | LMP900 | 9  | Kondo Racing                   | Masahiko Kondo Ukyo Katayama Ryo Fukuda                   | Mugen MF408S 4.0L V8                    | Y    | 322   |
| 14     | GT     | 93 | Alex Job Racing                | Sascha Maassen Emmanuel Collard Lucas Luhr                | Porsche 911 GT3-RS                      | M    | 320   |
| 14     | GT     | 93 | Alex Job Racing                | Sascha Maassen Emmanuel Collard Lucas Luhr                | Porsche 3.6L Flat-6                     | M    | 320   |
| 15     | LMP675 | 29 | Noel del Bello Racing          | Jean-Luc Maury-Laribiere Christophe Pillon Didier Andre   | Reynard 2KQ-LM                          | M    | 319   |
| 15     | LMP675 | 29 | Noel del Bello Racing          | Jean-Luc Maury-Laribiere Christophe Pillon Didier Andre   | Volkswagen HPT16 2.0L Turbo I4          | M    | 319   |
| 16     | GTS    | 86 | Larbre Competition             | Patrice Goueslard Christophe Bouchut Steve Zacchia        | Chrysler Viper GTS-R                    | M    | 317   |
| 16     | GTS    | 86 | Larbre Competition             | Patrice Goueslard Christophe Bouchut Steve Zacchia        | Chrysler 8.0L V10                       | M    | 317   |
| 17     | GT     | 87 | Orbit Racing                   | Leo Hindrey Peter Baron Marc Lieb                         | Porsche 911 GT3-RS                      | M    | 314   |
| 17     | GT     | 87 | Orbit Racing                   | Leo Hindrey Peter Baron Marc Lieb                         | Porsche 3.6L Flat-6                     | M    | 314   |
| 18     | GT     | 75 | Thierry Perrier                | Michel Neugarten Nigel Smith Ian Kahn                     | Porsche 911 GT3-RS                      | P    | 305   |
| 18     | GT     | 75 | Thierry Perrier                | Michel Neugarten Nigel Smith Ian Kahn                     | Porsche 3.6L Flat-6                     | P    | 305   |
| 19     | GT     | 77 | Team Taisan Advan              | Atsushi Yogo Akira Iida Kazuyoshi Nishizawa               | Porsche 911 GT3-RS                      | Y    | 304   |
| 19     | GT     | 77 | Team Taisan Advan              | Atsushi Yogo Akira Iida Kazuyoshi Nishizawa               | Porsche 3.6L Flat-6                     | Y    | 304   |
| 20     | GT     | 81 | The Racer's Group              | Kevin Buckler Timo Bernhard Jörg Bergmeister              | Porsche 911 GT3-RS                      | M    | 304   |
| 20     | GT     | 81 | The Racer's Group              | Kevin Buckler Timo Bernhard Jörg Bergmeister              | Porsche 3.6L Flat-6                     | M    | 304   |
| 21     | GTS    | 72 | Luc Alphand Aventures          | Luc Alphand Jerome Policand Frederic Dor                  | Ferrari 550-GTS Maranello               | M    | 298   |
| 21     | GTS    | 72 | Luc Alphand Aventures          | Luc Alphand Jerome Policand Frederic Dor                  | Ferrari F133 6.0L V12                   | M    | 298   |
| 22     | GTS    | 64 | Graham Nash Motorsport         | Pedro Chaves Thomas Erdos Mike Newton                     | Saleen S7-R                             | D    | 292   |
| 22     | GTS    | 64 | Graham Nash Motorsport         | Pedro Chaves Thomas Erdos Mike Newton                     | Ford 7.0L V8                            | D    | 292   |
| 23     | LMP675 | 26 | RN Motorsport Ltd.             | John Nielsen Hayanara Shimoda Casper Elgaard              | DBA4 03S                                | D    | 288   |
| 23     | LMP675 | 26 | RN Motorsport Ltd.             | John Nielsen Hayanara Shimoda Casper Elgaard              | Zytek ZG348 3.4L V8                     | D    | 288   |
| 24     | GT     | 78 | PK Sport, Ltd.                 | Robin Liddell David Warnock Piers Masarati                | Porsche 911 GT3-RS                      | P    | 285   |
| 24     | GT     | 78 | PK Sport, Ltd.                 | Robin Liddell David Warnock Piers Masarati                | Porsche 3.6L Flat-6                     | P    | 285   |
| 25     | LMP900 | 19 | Automotive Durango Srl         | Sylvain Boulay Michele Rugolo Jean-Bernard Bouvet         | Durango LMP1                            | D    | 277   |
| 25     | LMP900 | 19 | Automotive Durango Srl         | Sylvain Boulay Michele Rugolo Jean-Bernard Bouvet         | Judd GV4 4.0L V10                       | D    | 277   |
| 26     | GT     | 70 | JMB Racing                     | David Terrien Fabrizio de Simone Fabio Babini             | Ferrari 360 Modena                      | P    | 273   |
| 26     | GT     | 70 | JMB Racing                     | David Terrien Fabrizio de Simone Fabio Babini             | Ferrari F131 3.6L V8                    | P    | 273   |
| 27     | GT     | 94 | Risi Competizione              | Anthony Lazzaro Ralf Kelleners Terry Borcheller           | Ferrari 360 Modena                      | M    | 269   |
| 27     | GT     | 94 | Risi Competizione              | Anthony Lazzaro Ralf Kelleners Terry Borcheller           | Ferrari F131 3.6L V8                    | M    | 269   |
| 28     | GT     | 84 | T2M Motorsport                 | Vanina Ickx Roland Berville Patrick Bourdais              | Porsche 911 GT3-RS                      | M    | 264   |
| 28     | GT     | 84 | T2M Motorsport                 | Vanina Ickx Roland Berville Patrick Bourdais              | Porsche 3.6L Flat-6                     | M    | 264   |
| 29     | LMP675 | 24 | Rachel Welter                  | Yojiro Tarada Olivier Porta Gavin Pickering               | WR LMP01                                | M    | 235   |
| 29     | LMP675 | 24 | Rachel Welter                  | Yojiro Tarada Olivier Porta Gavin Pickering               | Peugeot 2.0L Turbo I4                   | M    | 235   |
| 30     | GT     | 85 | ST Team Orange Spyker          | Norman Simon Tom Coronel Hans Hugenholtz                  | Spyker C8 Double-12R                    | D    | 229   |
| 30     | GT     | 85 | ST Team Orange Spyker          | Norman Simon Tom Coronel Hans Hugenholtz                  | Audi 4.0L V8                            | D    | 229   |
| 31 DNF | LMP900 | 16 | Racing for Holland             | Felipe Ortiz Beppe Gabbiani Tristan Gommendy              | Dome S101                               | M    | 316   |
| 31 DNF | LMP900 | 16 | Racing for Holland             | Felipe Ortiz Beppe Gabbiani Tristan Gommendy              | Judd GV4 4.0L V10                       | M    | 316   |
| 32 DNF | LMP900 | 12 | JML Team Panoz                 | Benjamin Leuenberger David Saelens Scott Maxwell          | Panoz LMP-01                            | M    | 233   |
| 32 DNF | LMP900 | 12 | JML Team Panoz                 | Benjamin Leuenberger David Saelens Scott Maxwell          | Elan 6L8 6.0L V8                        | M    | 233   |
| 33 DNF | GTS    | 68 | Scorp Motorsport Communication | Luis Marques Olivier Thevenin Denis Dupuis                | Chrysler Viper GTS-R                    | D    | 229   |
| 33 DNF | GTS    | 68 | Scorp Motorsport Communication | Luis Marques Olivier Thevenin Denis Dupuis                | Chrysler 8.0L V10                       | D    | 229   |
| 34 DNF | GT     | 99 | XL Racing                      | Ange Barde Michel Ferté Gael Lasoudier                    | Ferrari 550 Maranello                   | P    | 227   |
| 34 DNF | GT     | 99 | XL Racing                      | Ange Barde Michel Ferté Gael Lasoudier                    | Ferrari F131 5.5L V12                   | P    | 227   |
| 35 DNF | LMP900 | 4  | Riley & Scott Racing           | Jim Matthews Marc Goosens Christophe Tinseau              | Riley & Scott MkIIIC                    | M    | 214   |
| 35 DNF | LMP900 | 4  | Riley & Scott Racing           | Jim Matthews Marc Goosens Christophe Tinseau              | Ford (Yates) 6.0L V8                    | M    | 214   |
| 36 DNF | LMP675 | 25 | Gerard Welter                  | Bastien Briere Jean-Rene de Fournoux Stephane Daoudi      | WR LMP02                                | M    | 176   |
| 36 DNF | LMP675 | 25 | Gerard Welter                  | Bastien Briere Jean-Rene de Fournoux Stephane Daoudi      | Peugeot 3.0L V6                         | M    | 176   |
| 37 DNF | GTS    | 80 | Veloqx Prodrive Racing         | Anthony Davidson Kelvin Burt Darren Turner                | Ferrari 550-GTS Maranello               | M    | 176   |
| 37 DNF | GTS    | 80 | Veloqx Prodrive Racing         | Anthony Davidson Kelvin Burt Darren Turner                | Ferrari F131 6.0L V12                   | M    | 176   |
| 38 DNF | LMP900 | 14 | Team Nasamax                   | Romain Dumas Robbie Sterling Werner Lupberger             | Reynard 01Q                             | G    | 138   |
| 38 DNF | LMP900 | 14 | Team Nasamax                   | Romain Dumas Robbie Sterling Werner Lupberger             | Cosworth XDE 2.7L Turbo V8 (Bioethanol) | G    | 138   |
| 39 DNF | GT     | 95 | Risi Competizione              | Shane Lewis Butch Leitzinger Johnny Mowlem                | Ferrari 360 Modena                      | Y    | 138   |
| 39 DNF | GT     | 95 | Risi Competizione              | Shane Lewis Butch Leitzinger Johnny Mowlem                | Ferrari F133 3.6L V8                    | Y    | 138   |
| 40 DNF | GT     | 83 | Seikel Motorsport              | Anthony Burgess David Shep Andrew Bagnall                 | Porsche 911 GT3-RS                      | Y    | 134   |
| 40 DNF | GT     | 83 | Seikel Motorsport              | Anthony Burgess David Shep Andrew Bagnall                 | Porsche 3.6L Flat-6                     | Y    | 134   |
| 41 DNF | LMP675 | 27 | Intersport Racing              | John Field Duncan Dayton Rick Sutherland                  | MG-Lola EX257                           | G    | 107   |
| 41 DNF | LMP675 | 27 | Intersport Racing              | John Field Duncan Dayton Rick Sutherland                  | MG (AER) XP20 2.0L Turbo I4             | G    | 107   |
| 42 DNF | GT     | 92 | Dewalt Racesports Salisbury    | Mike Jordan Michael Caine Tim Sugden                      | TVR Tuscan T400R                        | D    | 93    |
| 42 DNF | GT     | 92 | Dewalt Racesports Salisbury    | Mike Jordan Michael Caine Tim Sugden                      | TVR Speed Six 4.0L I6                   | D    | 93    |
| 43 DNF | GTS    | 66 | Konrad Motorsport              | Franz Konrad Toni Seiler Walter Brun                      | Saleen S7-R                             | D    | 91    |
| 43 DNF | GTS    | 66 | Konrad Motorsport              | Franz Konrad Toni Seiler Walter Brun                      | Ford 7.0L V8                            | D    | 91    |
| 44 DNF | LMP900 | 21 | Edouard Sezionale              | Patrice Roussel Edouard Sezionale Lucas Lasserre          | Norma M2000-2                           | D    | 82    |
| 44 DNF | LMP900 | 21 | Edouard Sezionale              | Patrice Roussel Edouard Sezionale Lucas Lasserre          | Ford (Roush) 6.0L V8                    | D    | 82    |
| 45 DNF | LMP675 | 31 | Courage Compétition            | David Halliday Philippe Alliot Carl Rosenbland            | Courage C65                             | M    | 41    |
| 45 DNF | LMP675 | 31 | Courage Compétition            | David Halliday Philippe Alliot Carl Rosenbland            | JPX 3.4L V6                             | M    | 41    |
| 46 DNF | LMP900 | 10 | Audi Sport UK                  | Frank Biela Perry McCarthy Mika Salo                      | Audi R8                                 | M    | 28    |
| 46 DNF | LMP900 | 10 | Audi Sport UK                  | Frank Biela Perry McCarthy Mika Salo                      | Audi 3.6L Turbo V8                      | M    | 28    |
| 47 DNF | LMP675 | 23 | Team Bucknum Racing            | Jeff Bucknum Bryan Willman Chris McMurry                  | Pilbeam MP91                            | D    | 27    |
| 47 DNF | LMP675 | 23 | Team Bucknum Racing            | Jeff Bucknum Bryan Willman Chris McMurry                  | JPX 3.4L V6                             | D    | 27    |
| 48 DNF | GT     | 91 | Dewalt Racesport Salisbury     | Rob Barff Richard Hay Richard Stanton                     | TVR Tuscan T400R                        | D    | 11    |
| 48 DNF | GT     | 91 | Dewalt Racesport Salisbury     | Rob Barff Richard Hay Richard Stanton                     | TVR Speed Six 4.0L I6                   | D    | 11    |
| 49 DNF | GTS    | 61 | Carsport America               | Mike Hezemans Anthony Kumpen David Hart                   | Pagani Zonda GR                         | P    | 10    |
| 49 DNF | GTS    | 61 | Carsport America               | Mike Hezemans Anthony Kumpen David Hart                   | Mercedes-Benz AMG 6.0L V12              | P    | 10    |
| DNS    | LMP900 | 20 | Lister Racing                  | Jamie Campbell-Walter Nathan Kinch Vincent Vosse          | Lister Storm LMP                        | D    | -     |
| DNS    | LMP900 | 20 | Lister Racing                  | Jamie Campbell-Walter Nathan Kinch Vincent Vosse          | Chevrolet 6.0L V8                       | D    | -     |

### Statistika
- Najboljši štartni položaj — #7 Team Bentley — 3:32.843
- Najhitrejši krog — #8 Team Bentley — 3:35.529
- Razdalja — 5146.05km
- Povprečna hitrost — 214.33km/h